# Clausiidae
Clausiidae is een familie van eenoogkreeftjes in de orde van de Poecilostomatoida. De wetenschappelijke naam van de familie is voor het eerst geldig gepubliceerd in 1895 door Giesbrecht.

## Geslachten
- Boreoclausia Kim, Sikorski, O'Reilly & Boxshall, 2013
- Clausia Claparède, 1863
- Donusa Nordmann, 1864
- Flabelliphilus Bresciani & Lützen, 1962
- Indoclausia Sebastian & Pillai, 1974
- Likroclausia Ho & I.H. Kim, 2003
- Megaclausia O'Reilly, 1995
- Mesnilia Canu, 1898
- Pontoclausia Bacescu & Por, 1959
- Praxillinicola McIntosh, 1885
- Pseudoclausia Bocquet & Stock, 1960
- Rhodinicola Levinsen, 1878
- Sheaderia Kim, Sikorski, O'Reilly & Boxshall, 2013
- Spionicola Björnberg & Radashevsky, 2009
- Vivgottoia Kim, Sikorski, O'Reilly & Boxshall, 2013